# Centre dramatique national
 (août 2024).
Pour les articles homonymes, voir CDN.
Centre dramatique national (CDN) est un label attribué par l’État français à une institution théâtrale, lié à la notion de théâtre public. Les CDN sont régis par le contrat de décentralisation dramatique institué par la loi de 1972 et révisé par un décret en 1995.
Il s'agit de troupes subventionnées par l'État et les collectivités territoriales, dotées de moyens (lieux, matériels, personnels, financiers) indispensables à leur fonctionnement et garantis par les tutelles, selon un plan triennal aux objectifs révisables annuellement : ils se doivent de remplir une « mission de création théâtrale dramatique d'intérêt public ». 
Un CDN est une structure dirigée par un ou plusieurs artistes directement concernés par l’art dramatique. Il lui est confié une mission d'intérêt public de création dramatique, dans le cadre d'une politique nationale de développement de l'art du théâtre. 
Les CDN sont des outils majeurs et structurants pour la fabrication et la production du théâtre, dans un esprit d’ouverture et de partage, notamment par l’accueil d’artistes en résidence. Les missions des CDN s’organisent autour de la création et du rayonnement des œuvres du (de la) directeur(trice) et/ou autour de l'élargissement du répertoire défendu par le centre. Ce sont des lieux de référence régionale et nationale où peuvent se rencontrer et s’articuler toutes les dimensions du théâtre : la recherche, l’écriture, la création, la diffusion, la formation.
Ce sont des lieux privilégiés d’accès des publics au théâtre dans la diversité et l’actualité de ses esthétiques. Ils font vivre les œuvres du patrimoine, contribuent à la création d’un répertoire contemporain et participent à l’expérimentation de nouvelles formes scéniques.
Ils doivent constituer un point d’ancrage pour l’art théâtral sur leur aire d’implantation, créer une dynamique territoriale, fédérer les énergies, faire naître et accompagner des projets. Le projet du (de la) directeur(trice) doit en outre permettre l’ouverture à d’autres disciplines.
En 2023, on compte 38 CDN qui maillent le territoire. Ils ont fêté leurs 70 ans d'existence par un Appel commun des directrices et directeurs pour la parité et la diversité.

## Historique
Les Centres dramatiques nationaux sont l'un des éléments de la politique de décentralisation théâtrale française, engagée à partir de la Libération.
Les premiers voient le jour sous l'impulsion de Jeanne Laurent, profitant des circonstances locales et autour de troupes, en 1946, avec le CDN de l'Est à Colmar, sous la direction de Roland Piétri, et en 1947 à Saint-Étienne dirigé par Jean Dasté. Ouvrent ensuite la Comédie de l'Ouest d'Hubert Gignoux à Rennes, le Grenier de Toulouse de Maurice Sarrazin en 1949, la Comédie de Provence de Gaston Baty en 1952 et le Centre dramatique du Nord à Tourcoing en 1960, dirigé par André Reybaz.
Menés par des troupes héritières des pionniers de la décentralisation théâtrale, des principes du Cartel des quatre, de concert avec le théâtre populaire symbolisé par Jean Vilar, les premiers centres dramatiques nationaux cherchent à diffuser en province un répertoire renouvelé, et à conquérir des spectateurs populaires et apparaissent comme le moteur du dynamisme de la scène dramatique française des années 1950 et 1960. 
Ces outils de décentralisation, rarement dirigés par des metteurs en scène locaux, ne sont pas pour autant un moyen d'affirmation des collectivités locales : « L'État, par la création d'un réseau national de théâtres, se mettait ainsi au-dessus des particularismes régionaux » affirme Pascale Goetschel.
Ensuite, les onze troupes permanentes créées par l'État deviendront également centres dramatiques nationaux, dont le Théâtre de la Cité de Roger Planchon, à Villeurbanne, les Tréteaux de France de Jean Danet, et la Comédie de Bourges de Gabriel Monnet et le théâtre du Huitième de Marcel Maréchal à Lyon.
La première femme à être nommée directrice d'un Centre Dramatique National l'est en 1986. Il s'agit d'Arlette Téphany, en duo avec Pierre Meyrand, à Limoges. Aujourd'hui, 25 % des directeurs sont des femmes.
Subventionnés à hauteur de 4,7 millions de francs, les Centres dramatiques et troupes permanentes jouent durant la saison 1963-1964 devant 1 300 000 spectateurs.
En 2007, le total des subventions du ministère de la Culture aux centres dramatiques nationaux et régionaux s'élevaient à 57,6 millions d'euros, contre 57 millions en 2006, et 54,4 en 2002. Cette somme couvrait 57,1 % des 100,8 millions d'euros de subventions versées pour le fonctionnement de ces établissements, le reste étant financé à 27,2 % par les communes, 9,2 % les conseils régionaux, et 6,6 % les conseils généraux.
Les Centres dramatiques nationaux et régionaux ont présenté durant la saison 2005/2006, 154 créations, 7850 représentations (dont 36 % en tournée) pour plus d'1,5 million d'entrées payantes (38,5 % en tournée).
En Outre-mer, seule la région de la Réunion dispose d'un CDN.

## Missions et fonctionnement
Les missions, le fonctionnement et le mode de désignation des directeurs des Centres dramatiques nationaux n'ont cessé d'évoluer depuis les origines de la décentralisation dramatique et sont désormais très strictement encadrés par le décret et l'arrêté du 2 octobre 1972, et l'arrêté du 23 février 1995 dit « contrat de décentralisation dramatique ».

### Missions
Leur « mission de création théâtrale dramatique d'intérêt public » s'exerce dans une « zone définie par le contrat » de décentralisation cosigné par le directeur qui doit « faire de son centre un lieu de référence nationale et régionale pour la création et l'exploitation des spectacles créés par son équipe », « s'efforcer de diffuser des œuvres théâtrales de haut niveau », « rechercher l'audience d'un vaste public et la conquête de nouveaux spectateurs », tout en une prêtant une « attention particulière à la sauvegarde des métiers spécifiques du théâtre » et en accordant « une priorité à la formation et à l'initiation au théâtre en menant des actions conjointes avec les établissements scolaires et les universités de sa zone d'activité »), ceci selon des modalités précisées dans la suite de l'arrêté de 1995.

### Fonctionnement
Les CDN sont des structures pour la plupart de droit privé, presque exclusivement des sociétés à responsabilité limitée ou sociétés coopérative de production ou sociétés anonymes – deux sont des Association loi de 1901 et trois des Établissement public à caractère industriel et commercial – qui souscrivent un contrat de décentralisation en échange de leur labelisation.
Il convient de faire remarquer que le contrat de décentralisation est particulièrement exhaustif, résultant de longues négociations entre les divers partenaires de la profession et qu'il prévoit, entre autres, que :
- « le directeur présentera chaque année au moins deux spectacles nouveaux produits (ou majoritairement coproduits) par lui »[17] et qu'il « fera appel à un ou plusieurs metteurs en scène pour assurer la réalisation de trois de ces spectacles »[18] ;
- « trois des créations présentées par le centre pendant la durée du contrat concerneront des œuvres d'un auteur vivant de langue française autre que le directeur et que chacune des trois créations devra être jouée au moins dix fois dans la zone définie par le contrat »[19] ;
- « le directeur prendra les mesures de nature à assurer, sur la durée du contrat, trente représentations au minimum de spectacles produits ou coproduits par le centre, dans les communes petites et moyennes de la zone, en dehors de l'agglomération siège »[20] ;
- « dans la mesure où cela sera compatible avec son projet artistique, le directeur engagera des artistes-interprètes pour une durée d'au moins six mois, et qu'en aucun cas cependant la durée du contrat des artistes engagés n'excédera le terme du contrat »[21], mais aussi qu'« un tiers au moins de la masse salariale globale distribuée par l'entreprise du directeur sera affectée aux artistes-interprètes »[22] ;
- « le directeur respectera sur la durée de son contrat un niveau minimum de 20 p. 100 de recettes propres (guichet, vente, coproductions...) »[23] et qu'il « ne consacrera pas plus de 50 p. 100 de son budget total aux charges administratives et techniques de son centre »[24] ;
- « en cas de coproduction avec le théâtre privé, le contrat y afférent sera communiqué pour avis à la direction du théâtre et des spectacles avant signature, et que tout contrat de vente ou de coréalisation ne pourra être négocié à un coût inférieur au coût d'exploitation du spectacle »[25] ;
- « avant son embauche, l'administrateur choisi par le directeur du centre devra obtenir l'agrément de la direction du théâtre et des spectacles »[26].

### Direction
Les Centres dramatiques nationaux sont dirigés par des entrepreneurs de spectacle nommés par le ministre de la Culture en concertation avec les tutelles locales pour des mandats de trois ans deux fois renouvelables. Il s'agit d'« un artiste directement concerné par la scène : acteur, metteur en scène, auteur, dramaturge, scénographe. Un administrateur ou un animateur peut aussi, exceptionnellement, diriger un centre dans le cadre exclusif d'une codirection avec un artiste. »

## Liste des centres dramatiques nationaux
| Région                     | Ville          | Appellation du CDN                                                         | Année d'obtention du label | Direction (au 1er janvier 2024)                              | Budget            |
| -------------------------- | -------------- | -------------------------------------------------------------------------- | -------------------------- | ------------------------------------------------------------ | ----------------- |
| Auvergne-Rhône-Alpes       | Lyon           | Théâtre Nouvelle Génération (TNG)                                          | 1981                       | Joris Mathieu (depuis le 01/01/2015)                         | 2,6 M € (2020)    |
| Auvergne-Rhône-Alpes       | Montluçon      | Théâtre des Îlets – centre dramatique national de Montluçon                | 1993                       | Carole Thibaut (depuis le 01/01/2016)                        | 1,9 M € (2015)    |
| Auvergne-Rhône-Alpes       | Saint-Étienne  | La Comédie de Saint-Étienne                                                | 1947                       | Benoît Lambert (depuis le 01/01/2021)                        | 5,4 M € (2017)    |
| Auvergne-Rhône-Alpes       | Valence        | Comédie de Valence - Centre dramatique national de Drôme-Ardèche           | 2001                       | Marc Lainé (depuis le 01/01/2020)                            | 5 M € (2017)      |
| Auvergne-Rhône-Alpes       | Villeurbanne   | Théâtre national populaire (TNP)                                           | 1963                       | Jean Bellorini (depuis le 01/01/2020)                        | 10 M € (2019)     |
| Bourgogne-Franche-Comté    | Besançon       | Nouveau Théâtre de Besançon                                                | 1972                       | Tommy Milliot (depuis le 01/01/2024)                         | 3 M € (2019)      |
| Bourgogne-Franche-Comté    | Dijon          | Théâtre Dijon-Bourgogne Centre dramatique national                         | 1972                       | Maëlle Poésy (depuis le 01/09/2021)                          | 3,6 M € (2021)    |
| Bretagne                   | Lorient        | Théâtre de Lorient Centre dramatique national de Bretagne                  | 2002                       | Simon Delétang (depuis le 01/01/2023)                        | 4,4 M € (2022)    |
| Bretagne                   | Rennes         | Théâtre national de Bretagne                                               | 1949                       | Arthur Nauzyciel (depuis le 01/01/2017)                      | 10,5 M € (2023)   |
| Centre-Val de Loire        | Orléans        | Centre Dramatique National Orléans / Centre-Val de Loire                   | 1992                       | Séverine Chavrier (depuis le 01/01/2017)                     |                   |
| Centre-Val de Loire        | Tours          | Théâtre Olympia Centre dramatique national de Tours                        | 2017                       | Bérangère Vantusso (depuis le 01/01/2024)                    |                   |
| Grand Est                  | Colmar         | Comédie de Colmar - Centre dramatique national du Grand Est Alsace         | 1947                       | Émilie Capliez et Matthieu Cruciani (depuis le 01/01/2019)   | 2,5 M € (2022)    |
| Grand Est                  | Nancy          | Théâtre de la Manufacture - Centre dramatique national Nancy Lorraine      | 1979                       | Julia Vidit (depuis le 01/01/2021)                           | 3,9 M €           |
| Grand Est                  | Reims          | La Comédie Centre dramatique national de Reims                             | 1979                       | Chloé Dabert (depuis le 01/01/2019)                          | 5,5 M € (2020)    |
| Grand Est                  | Strasbourg     | TJP Centre dramatique national de Strasbourg Grand Est                     | 1990                       | Kaori Ito (depuis le 01/01/2023)                             | 2,9 M € (2021)    |
| Grand Est                  | Thionville     | NEST Centre dramatique transfrontalier de Thionville Grand Est             | 2009                       | Alexandra Tobelaim (depuis le 01/01/2020)                    | 2,6 M € (2019)    |
| Hauts-de-France            | Béthune        | Comédie de Béthune - Centre dramatique national des Hauts-de-France        | 1982                       | Cédric Gourmelon (depuis le 01/01/2021)                      | 3,5 M € (2022)    |
| Hauts-de-France            | Lille          | Théâtre du Nord Centre dramatique national Lille Tourcoing Hauts-de-France | 1960                       | David Bobée (depuis 2021)                                    | 5,8 M € (2019)    |
| Île-de-France              | Aubervilliers  | Théâtre de La Commune Centre dramatique national d'Aubervilliers           | 1971                       | Frédéric Bélier-Garcia (depuis le 01/01/2024)                |                   |
| Île-de-France              | Gennevilliers  | Théâtre de Gennevilliers                                                   | 1983                       | Daniel Jeanneteau (depuis le 01/01/2017)                     |                   |
| Île-de-France              | Ivry-sur-Seine | Théâtre des Quartiers d'Ivry Centre dramatique national du Val-de-Marne    | 2003                       | Nasser Djemaï (depuis le 01/01/2021)                         |                   |
| Île-de-France              | Montreuil      | Théâtre Public de Montreuil - Centre dramatique national                   | 1979                       | Pauline Bayle (depuis le 01/01/2022)                         | 3,4 M € (2021)    |
| Île-de-France              | Nanterre       | Théâtre Nanterre-Amandiers                                                 | 1971                       | Christophe Rauck (depuis le 01/01/2021)                      | 8,1 M € (2017)    |
| Île-de-France              | Saint-Denis    | Théâtre Gérard Philipe Centre dramatique national de Saint-Denis           | 1983                       | Julie Deliquet (depuis le 01/01/2020)                        | 4,7 M € (2017)    |
| Île-de-France              | Sartrouville   | Théâtre de Sartrouville et des Yvelines Centre dramatique national         | 1979                       | Abdelwaheb Sefsaf (depuis le 01/01/2023)                     | 3,4 M € à 4,3 M € |
| Normandie                  | Caen           | Comédie de Caen Centre dramatique national de Normandie                    | 1969                       | Aurore Fattier (depuis le 01/01/2024)                        | 5 M € (2020)      |
| Normandie                  | Rouen          | Centre dramatique national de Normandie-Rouen                              | 2013                       | Camille Trouvé et Brice Berthoud (depuis 2021)               | 4,5 M € (2017)    |
| Normandie                  | Vire           | Le Préau, Centre dramatique national de Normandie-Vire                     | 2017                       | Lucie Berelowitsch (depuis le 01/01/2019)                    | 1,4 M € (2019)    |
| Nouvelle-Aquitaine         | Bordeaux       | Théâtre national de Bordeaux en Aquitaine                                  | 1986                       | Fanny de Chaillé (depuis le 01/01/2024)                      | 5,2 M € (2018)    |
| Nouvelle-Aquitaine         | Limoges        | Théâtre de l'Union Centre dramatique national du Limousin                  | 1972                       | Aurélie Van Den Daele (depuis 2021)                          | 2,3 M € (2021)    |
| Nouvelle-Aquitaine         | Poitiers       | Le Méta Centre dramatique national Poitiers Nouvelle-Aquitaine             | 1985                       | Pascale Daniel-Lacombe (depuis le 01/01/2021)                | 1,9 M € (2021)    |
| Occitanie                  | Montpellier    | Théâtre des 13 vents - Centre dramatique national de Montpellier           | 1968                       | Nathalie Garraud et Olivier Saccomano (depuis le 01/01/2018) |                   |
| Occitanie                  | Toulouse       | ThéâtredelaCité Centre dramatique national de Toulouse Occitanie           | 1949                       | Galin Stoev (depuis le 01/01/2018)                           | 6,5 M € (2017)    |
| Pays de la Loire           | Angers         | Le Quai Centre dramatique national Angers Pays de la Loire                 | 1972                       | Marcial Di Fonzo Bo (depuis le 01/01/2024)                   | 7,7 M € (2019)    |
| Provence-Alpes-Côte d'Azur | Marseille      | La Criée - Théâtre National de Marseille                                   | 1952                       | Robin Renucci (depuis le 01/07/2022)                         | 6,5 M € (2017)    |
| Provence-Alpes-Côte d'Azur | Nice           | Théâtre national de Nice - Centre dramatique national Nice-Côte d'Azur     | 1969                       | Muriel Mayette-Holtz (depuis le 01/11/2019)                  | 3,9 M € (2022)    |
| La Réunion                 | Saint-Denis    | Centre dramatique national de l'Océan Indien                               | 2018                       | Luc Rosello (depuis le 01/01/2017)                           | 1,9 M € (2022)    |
| Itinérant                  | Itinérant      | Tréteaux de France Centre dramatique national itinérant                    | 1972                       | Olivier Letellier (depuis le 01/07/2022)                     |                   |